# Royal Racing Football Club Montegnée
Maillots
Dernière mise à jour : 14 octobre 2014.
Le Royal Racing Football Club Montegnée était un club de football belge basé à Montegnée (commune de Saint-Nicolas).  Le club qui était porteur du « matricule 77 », joua sa dernière saison, en 2013-2014, en deuxième provinciale liégeoise.
Le « RRFCM » a évolué durant 61 saisons dans les séries nationales, dont 1 en première division belge.
Empêtré dans les problèmes financiers, le club ne trouve pas de solutions et ses dirigeants n'ont d'autre choix que la mise en liquidation. Pour la saison 2014-2015, le « matricule 77 » figure encore sur les registres de l'URBSFA mais, sans peu probable repreneur, sera radié à la fin de la saison.
En juin 2014, une fusion officieuse réunit les forces vives du « matricule 77 » et celles du R. Ans FC (matricule 617), lui aussi en cessation d'activités pour former un nouveau club, le Racing Ans-Montegnée FC auquel l'URBSFA attribue le « matricule 9638 » et qui débute en P4.

## Le Club
- 1915 : 27/04/1915, fondation du GOOSLIN FOOTBALL CLUB, qui s'affilie à l'U.B.S.F.A. (actuelle URBSFA) en septembre 1915[3].
- 1915 : 15/05/1915, fondation du MONTEGNEE FOOTBALL CLUB, qui s'affilie à l'U.B.S.F.A. en août 1915[3].
- 1915 : 01/06/1915, fondation de ESPÉRANCE FOOTBALL CLUB MONTEGNEE, qui ne s'affilie pas à l'U.B.S.F.A[3].
- 1918 : 03/03/1918, fusion du GOOSLIN FOOTBALL CLUB, du MONTEGNEE FOOTBALL CLUB et de ESPÉRANCE FOOTBALL CLUB MONTEGNEE pour former RACING FOOTBALL CLUB MONTEGNEE[3].
- 1923 : RACING FOOTBALL CLUB MONTEGNEE accède aux séries nationales pour la première fois de son histoire. Cette première aventure dure deux saisons.
- 1926 : 21/12/1926, RACING FOOTBALL CLUB MONTEGNEE se voit attribuer le matricule 77[3].
- 1954 : 05/11/1954, reconnu « Société Royale », RACING FOOTBALL CLUB MONTEGNEE (77) adapte son nom en ROYAL RACING FOOTBALL CLUB MONTEGNEE (77), le 08/12/1954[3].
- 2014 : Exsangue financièrement, ROYAL RACING FOOTBALL CLUB MONTEGNEE (77), est mis en liquidation et n'aligne plus d'équipes pour la saison 2014-2015. Le matricule 77 devrait être radié en juin 2015.

## Résultats dans les divisions nationales
Statistiques clôturées en octobre 2014 - club disparu

### Palmarès
- 1 fois champion de Belgique de Division 2 en 1930.
- 2 fois champion de Belgique de Division 3 en 1929 et 1934.
- 1 fois champion de Belgique de Promotion en 1954.

### Bilan
| Niv | Divisions     | Jouées | Titres | TM Up | TM Down |
| --- | ------------- | ------ | ------ | ----- | ------- |
| I   | 1re nationale | 1      | 0      |       |         |
| II  | 2e nationale  | 9      | 1      |       |         |
| III | 3e nationale  | 32     | 2      |       |         |
| IV  | 4e nationale  | 19     | 1      | 2     |         |
| V   | 5e nationale  | 0      | 0      |       |         |
|     |               |        |        |       |         |
|     | TOTAUX        | 61     | 4      | 2     | 0       |

- TM Up : test-match pour départager des égalités, ou toutes formes de Barrages ou de Tour final pour une montée éventuelle.
- TM Down : test-match pour départager des égalités, ou toutes formes de Barrages ou de Tour final pour le maintien.

### Classements
| Ordre               | Saison  | Nom du club               | Niveau                    | Classement final          | Remarques                 |
| ------------------- | ------- | ------------------------- | ------------------------- | ------------------------- | ------------------------- |
| 1                   | 1923-24 | Racing FC Montegnée       | Promotion (D2) série A    | 10e/14                    |                           |
| 2                   | 1924-25 | Racing FC Montegnée       | Promotion (D2) série A    | 13e/14                    | Relégué!                  |
| séries régionales   |         |                           |                           |                           |                           |
| 3                   | 1926-27 | Racing FC Montegnée       | Promotion (D3) série C    | 4e/14                     |                           |
| 4                   | 1927-28 | Racing FC Montegnée       | Promotion (D3) série C    | 3e/14                     |                           |
| 5                   | 1928-29 | Racing FC Montegnée       | Promotion (D3) série C    | 1er/14                    | Champion et promu!        |
| 6                   | 1929-30 | Racing FC Montegnée       | Division 1 (D2)           | 1er/14                    | Champion et promu!        |
| 7                   | 1930-31 | Racing FC Montegnée       | Division d'Honneur (D1)   | 13e/14                    | Relégué!                  |
| 8                   | 1931-32 | Racing FC Montegnée       | Division 1 (D2) série B   | 12e/14                    |                           |
| 9                   | 1932-33 | Racing FC Montegnée       | Division 1 (D2) série B   | 13e/14                    | Relégué!                  |
| 10                  | 1933-34 | Racing FC Montegnée       | Promotion (D3) série C    | 1er/14                    | Champion et promu!        |
| 11                  | 1934-35 | Racing FC Montegnée       | Division 1 (D2) série A   | 6e/14                     |                           |
| 12                  | 1935-36 | Racing FC Montegnée       | Division 1 (D2) série B   | 3e/14                     |                           |
| 13                  | 1936-37 | Racing FC Montegnée       | Division 1 (D2) série A   | 4e/14                     |                           |
| 14                  | 1937-38 | Racing FC Montegnée       | Division 1 (D2) série A   | 13e/14                    | Relégué!                  |
| 15                  | 1938-39 | Racing FC Montegnée       | Promotion (D3) série A    | 8e/14                     |                           |
|                     | 1939-41 | Compétitions interrompues | Compétitions interrompues | Compétitions interrompues | Compétitions interrompues |
| 16                  | 1941-42 | Racing FC Montegnée       | Promotion (D3) série D    | 11e/14                    |                           |
| 17                  | 1942-43 | Racing FC Montegnée       | Promotion (D3) série A    | 10e/16                    |                           |
| 18                  | 1943-44 | Racing FC Montegnée       | Promotion (D3) série D    | 5e/16                     |                           |
|                     | 1944-45 | Compétitions interrompues | Compétitions interrompues | Compétitions interrompues | Compétitions interrompues |
| 19                  | 1945-46 | Racing FC Montegnée       | Promotion (D3) série D    | 6e/18                     |                           |
| 20                  | 1946-47 | Racing FC Montegnée       | Promotion (D3) série C    | 4e/17                     |                           |
| 21                  | 1947-48 | Racing FC Montegnée       | Promotion (D3) série D    | 3e/16                     |                           |
| 22                  | 1948-49 | Racing FC Montegnée       | Promotion (D3) série D    | 5e/16                     |                           |
| 23                  | 1949-50 | Racing FC Montegnée       | Promotion (D3) série C    | 8e/16                     |                           |
| 24                  | 1950-51 | Racing FC Montegnée       | Promotion (D3) série C    | 8e/16                     |                           |
| 25                  | 1951-52 | Racing FC Montegnée       | Promotion (D3) série C    | 7e/16                     | Relégué!                  |
| 26                  | 1952-53 | Racing FC Montegnée       | Promotion série C         | 2e/16                     |                           |
| 27                  | 1953-54 | Racing FC Montegnée       | Promotion série A         | 1er/16                    | Champion et promu!        |
| 28                  | 1954-55 | Racing FC Montegnée       | Division 3 série A        | 14e/16                    |                           |
| 29                  | 1955-56 | R. RFC Montegnée          | Division 3 série B        | 12e/16                    |                           |
| 30                  | 1956-57 | R. RFC Montegnée          | Division 3 série A        | 11e/16                    |                           |
| 31                  | 1957-58 | R. RFC Montegnée          | Division 3 série B        | 10e/16                    |                           |
| 32                  | 1958-59 | R. RFC Montegnée          | Division 3 série A        | 10e/16                    |                           |
| 33                  | 1959-60 | R. RFC Montegnée          | Division 3 série B        | 2e/16                     |                           |
| 34                  | 1960-61 | R. RFC Montegnée          | Division 3 série B        | 12e/16                    |                           |
| 35                  | 1961-62 | R. RFC Montegnée          | Division 3 série B        | 4e/16                     |                           |
| 36                  | 1962-63 | R. RFC Montegnée          | Division 3 série B        | 4e/16                     |                           |
| 37                  | 1963-64 | R. RFC Montegnée          | Division 3 série A        | 3e/16                     |                           |
| 38                  | 1964-65 | R. RFC Montegnée          | Division 3 série B        | 7e/16                     |                           |
| 39                  | 1965-66 | R. RFC Montegnée          | Division 3 série A        | 14e/16                    |                           |
| 40                  | 1966-67 | R. RFC Montegnée          | Division 3 série B        | 9e/16                     |                           |
| 41                  | 1967-68 | R. RFC Montegnée          | Division 3 série A        | 14e/16                    |                           |
| 42                  | 1968-69 | R. RFC Montegnée          | Division 3 série A        | 13e/16                    |                           |
| 43                  | 1969-70 | R. RFC Montegnée          | Division 3 série B        | 15e/16                    | Relégué!                  |
| 44                  | 1970-71 | R. RFC Montegnée          | Promotion série A         | 3e/16                     |                           |
| 45                  | 1971-72 | R. RFC Montegnée          | Promotion série B         | 12e/16                    |                           |
| 46                  | 1972-73 | R. RFC Montegnée          | Promotion série A         | 5e/16                     |                           |
| 47                  | 1973-74 | R. RFC Montegnée          | Promotion série B         | 6e/16                     |                           |
| 48                  | 1974-75 | R. RFC Montegnée          | Promotion série C         | 12e/16                    |                           |
| 49                  | 1975-76 | R. RFC Montegnée          | Promotion série D         | 12e/16                    |                           |
| 50                  | 1976-77 | R. RFC Montegnée          | Promotion série D         | 7e/16                     |                           |
| 51                  | 1977-78 | R. RFC Montegnée          | Promotion série A         | 15e/16                    | Relégué!                  |
| séries provinciales |         |                           |                           |                           |                           |
| 52                  | 1998-99 | R. RFC Montegnée          | Promotion série C         | 7e/16                     |                           |
| 53                  | 1999-00 | R. RFC Montegnée          | Promotion série C         | 11e/16                    |                           |
| 54                  | 2000-01 | R. RFC Montegnée          | Promotion série D         | 9e/16                     |                           |
| 55                  | 2001-02 | R. RFC Montegnée          | Promotion série D         | 7e/16                     |                           |
| 56                  | 2002-03 | R. RFC Montegnée          | Promotion série D         | 3e/16                     | Tour final!               |
| 57                  | 2003-04 | R. RFC Montegnée          | Promotion série D         | 5e/16                     |                           |
| 58                  | 2004-05 | R. RFC Montegnée          | Promotion série D         | 2e/16                     | Promu via tour final!     |
| 59                  | 2005-06 | R. RFC Montegnée          | Division 3 série B        | 16e/16                    | Relégué!                  |
| 60                  | 2006-07 | R. RFC Montegnée          | Promotion série D         | 16e/16                    | Relégué!                  |
| séries provinciales |         |                           |                           |                           |                           |
| 61                  | 2010-11 | R. RFC Montegnée          | Promotion série D         | 14e/16                    | Relégué!                  |
| séries provinciales |         |                           |                           |                           |                           |